# Ciocile
Ciocile est une commune roumaine située dans le județ de Brăila.